# 市川鰕十郎 (初代)
初代 市川 鰕十郎（いちかわ えびじゅうろう、安永6年〈1777年〉 - 文政10年7月16日〈1827年9月6日〉）とは、江戸時代の歌舞伎役者。屋号は播磨屋、俳名は市鶴、新升。

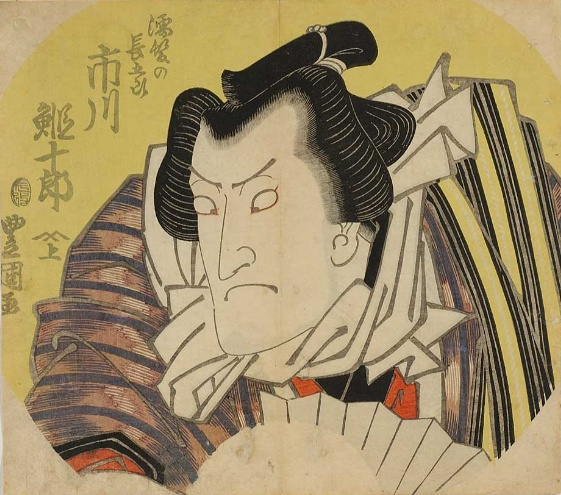
文政3年（1820年）5月河原崎座の『双蝶々曲輪日記』濡髪の長五郎。歌川豊国画の団扇絵。

四代目市川團蔵の門人。寛政元年（1789年）6月に市川市蔵と名乗り、大坂北新地芝居で宮園浄瑠璃による子供芝居での演技が出世芸となり、子役として順調なスタートを切る。寛政11年（1799年）、大芝居の中の芝居に初めて出る。文化5年（1808年）10月には『八陣守本城』の佐藤正清役を師匠團蔵の代役で務めた。
こうして若手の有望株となり、翌年には江戸に招かれ前述の正清や『仮名手本忠臣蔵』の師直・由良助・勘平・與一兵衛・定九郎・本蔵・義平次の七役早替りを演じるなど人気を集める。一時期、市の川市蔵と名乗ったが、文化12年（1815年）7月に同じ上方出身の先輩役者三代目中村歌右衛門に実力を見込まれ、その紹介で七代目市川團十郎の門人となり、初代市川鰕十郎と改名する。このとき團十郎からは「二代目團十郎の大太刀一本、四代目團十郎の長大小一本、四代目海老蔵掛物真筆一幅、黒羽二重三升付、柿色紋付上下」を拝領され一門に重きをなすようになる。
こうして功成り名を遂げた鰕十郎は同年11月、歌右衛門と共に大坂で凱旋興行を行い、『忠臣蔵』の七役や『太平記忠臣講釈』の矢間喜内、『雁金五人男』の雷庄九郎などで人気を集め、以後東西の舞台を往復し名優として人々の尊敬を得た。
口跡がよく、早替りや立ち回りなどのケレン芸に優れた。辞世の句は「送り火とともに消へゆく旅路かな」、「西方の雲ありがたし盃の月」。墓所は大阪市中央区三津寺大福寺。戒名は蘭有秀山信士。子に二代目市川鰕十郎、門人に三代目市川鰕十郎がいる。

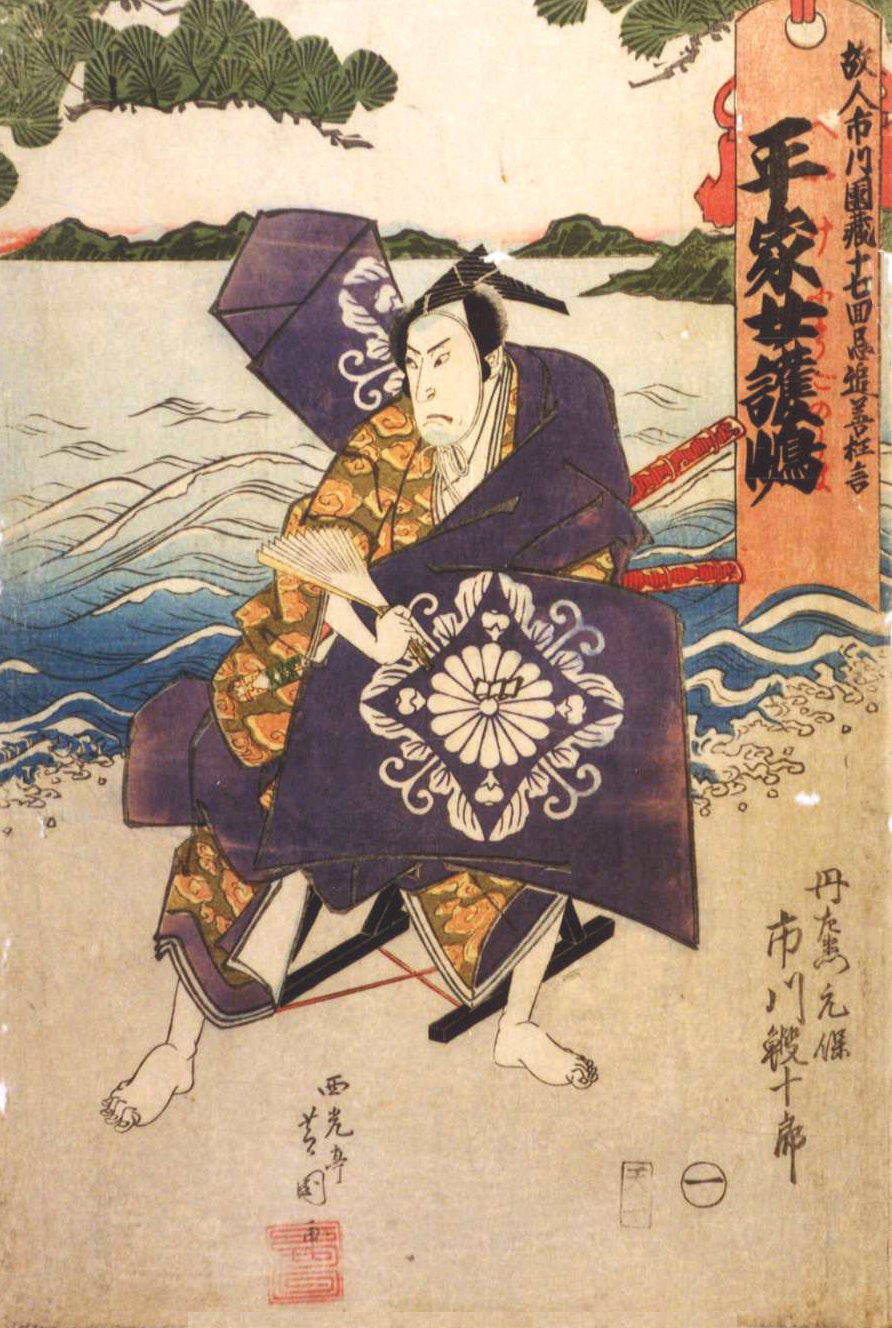
西光亭芝國 画『丹左衛門元保 初代市川鰕十郎』、文政7年（1824年）9月大阪角座上演『平家女護嶋』

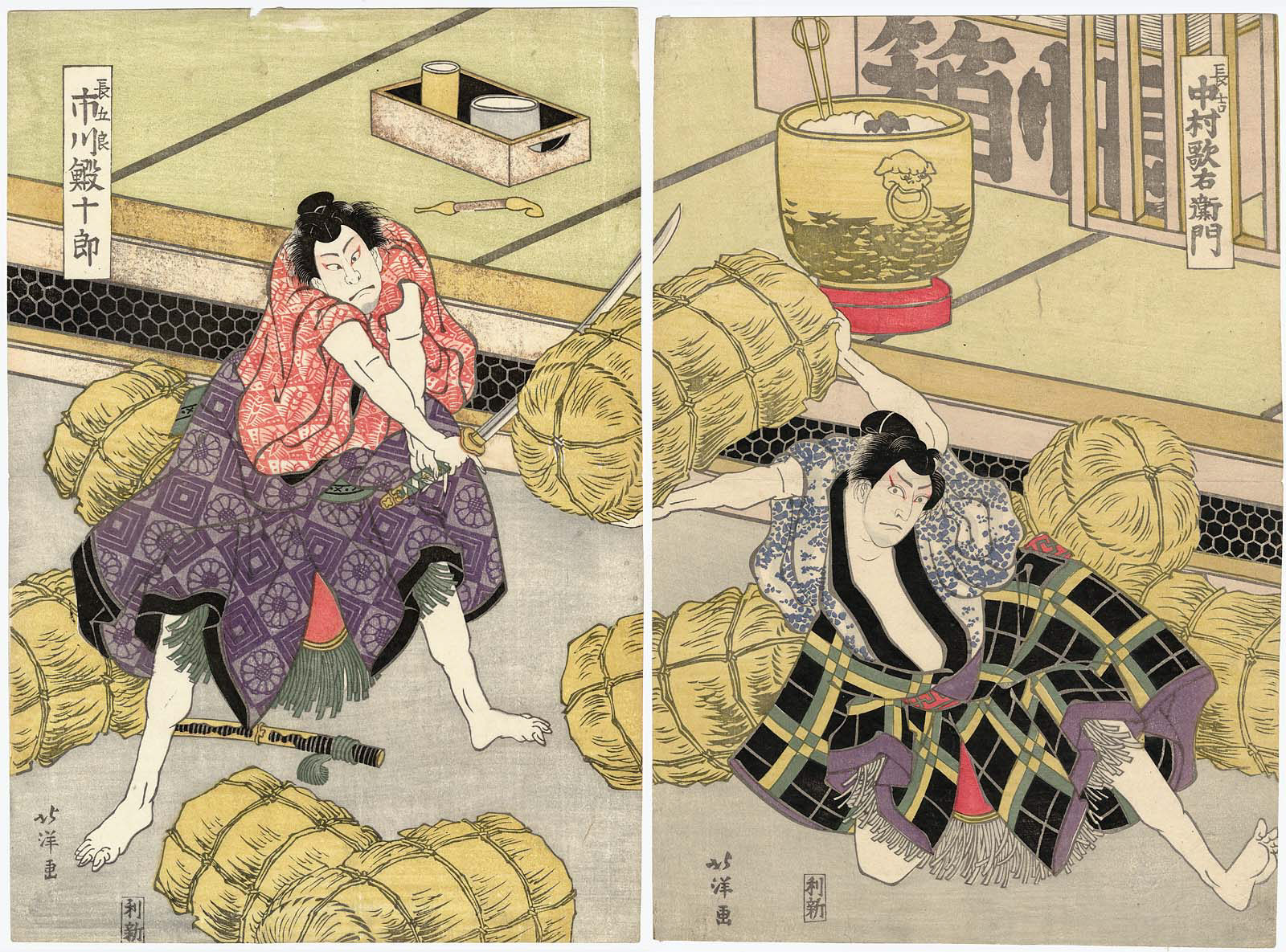
『双蝶々曲輪日記』四段目「米屋」
右:三代目中村歌右衛門の放駒長吉と左:初代市川鰕十郎の濡髪長五郎